# Tirisporella
Tirisporella — рід грибів родини Tirisporellaceae. Назва вперше опублікована 1996 року.

## Класифікація
До роду Tirisporella відносять 1 вид:
- Tirisporella beccariana